# Maltézský tygr

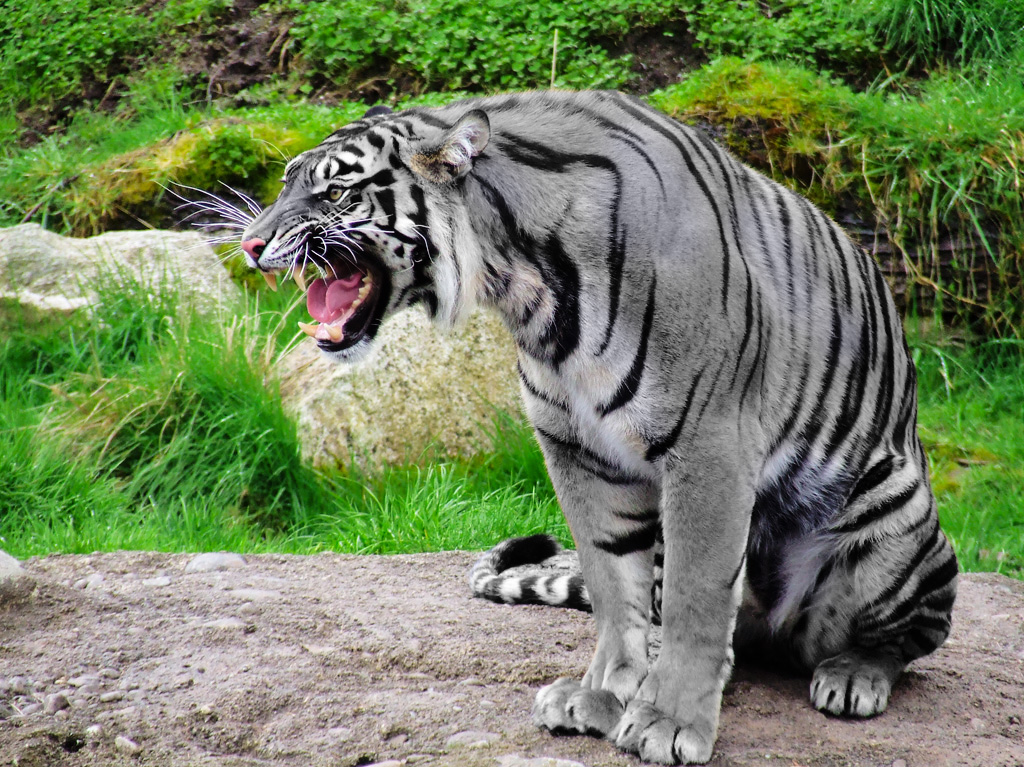
Umělecké ztvárnění maltézského tygra

Maltézský tygr, nebo modrý tygr, je hlášené ale neprokázané zbarvení tygra, které se uvádí většinou v provincii Fu-ťien v Číně, ale bylo hlášeno také v Koreji. Většina vědců tvrdí že pokud takoví tygři doopravdy existovali, tak již vyhynuli. Na podporu teorie o maltském tygrovi existuje velké množství maltských koček.[zdroj⁠?!]
Termín "maltézský" pochází z terminologie kočky domácí pro modré kožešiny, a odkazuje na břidlicově šedé zbarvení. Mnoho koček s takovým zbravením lze nálezt na Maltě.[zdroj⁠?!]

## Pozorování
Kolem roku 1910, Harry Caldwell, americký misionář a známý lovec, tvrdil, že spatřil a lovil modré tygry mimo Fuzhou. Své hledání zaznamenal v knize Modrý tygr (1924), jeho lovecký společník Roy Chapman Andrews pak v knize Tábory a Stezky v Číně (1925, kapitola VII). Chapman cituje Caldwella takto:
Zbarvení šelmy je až nápadně krásné. U země má delikátní maltézský odstín, který přechází do světle šedomodré na spodních částech těla. Pruhy má stejné jako klasický žlutý tygr.
Caldwell, Chapman (1925)
 Další zpráva pochází od syna amerického vojáka, který sloužil v Koreji během korejské války. Muž tvrdil, že jeho otec spatřil modrého tygra v horách poblíž nynější Demilitarizované zóny. Modří tygři byli hlášeni také v Barmě.[zdroj?]

## Možné příčiny zbarvení
V malých a izolovaných populacích může genetický drift přivodit neobvyklé rysy, jako je nenormální zbarvení. Neškodlivé mutace se mohou v malých izolovaných populacích rozšířit. Navíc, jestliže mutantní gen poskytuje výhody, jako lepší kamufláž, mutovaní jedinci mohou úspěšně konkurovat těm bez mutace; toto se děje rychleji v malých inbredních populacich typu panmixamie.